# EHF (elektromagnetiske spektrum)
 For alternative betydninger, se EHF. (Se også artikler, som begynder med EHF)
EHF (Extremely High Frequency eller millimeterbølger) er betegnelsen for radiobølger med en frekvens (fra men ikke med) 30 GHz - 300 GHz med bølgelængder (fra men ikke med) 10 - 1 millimeter.
Millimeter radiobølger blev første gang undersøgt i 1890'erne er den indiske videnskabelige pioner Jagadish Chandra Bose.